# Enrique Acero Pimentel
Enrique Acero Pimentel (Bogotá, 1904-1975) fue un abogado colombiano.

## Biografía
Nació en Bogotá, en 1904. Estuvo casado con Paulina Rodríguez, con quien tuvo tres hijos. Estudió la educación superior en la Universidad Libre donde graduó como abogado y realizó una especialización en derecho administrativo.
Durante su trayectoria laboral ejerció como docente universitario, además fue presidente del Concejo de Bogotá a comienzos de la década de 1933. También ocupó el cargo de secretario de Gobierno del departamento de Cundinamarca en 1940, e Intendente de Amazonas un año después. Fue miembro y presidente del Consejo de Estado de Colombia a finales de la década de 1960, magistrado del Tribunal de lo Contencioso de Bogotá y miembro de la Academia Colombiana de Jurisprudencia. Escribió la obra Guía del alcalde. Murió en 1975.